# Вайсман, Вениамин Борисович
Вениамин Борисович Вайсман (Вениамин Борухович Вайсман; он же Трахтенберг, Рабинович, Зильберштейн, Кузнецов, кличка Веня Житомирский, 1914, Житомир — 1969) — советский мошенник, обманувший в 1946—1947 годах 27 сталинских наркомов. Был судим 10 раз, 8 раз бежал из мест лишения свободы.

## Биография
Родился в Житомире в 1914 году в семье  Бориса Натановича Вайсмана и его жены Полины  Марковны, урождённой Визельман. У Вениамина была старшая сестра, сделавшая карьеру в науке. В довоенное время Вениамин промышлял воровством, однако после 1946 года был вынужден заниматься мошенничеством. Во время последнего побега из лагеря он обморозил себе конечности, а потому лишился двух ног и одной руки. После этого он стал выдавать себя за инвалида войны и с поддельными документами на Героя Советского Союза ходил в министерства, Московский городской комитет Компартии и Академию наук. Там он получил деньги, товары и квартиру. В итоге было обмануто 27 министерств, в частности, министр чёрной металлургии И. Ф. Тевосян, министр транспортного машиностроения В. А. Малышев и министр финансов А. Г. Зверев. В Киеве ему была выдана квартира благодаря секретарю Центрального комитета Н. С. Патоличеву. Также были обмануты академики С. И. Вавилов и И. П. Бардин.
Получив первую группу инвалидности и вернувшись на свободу в октябре 1945 года, своей профессиональной деятельностью заниматься уже не мог.
По рассказу Вайсмана, однажды крупный советский госслужащий, спеша на работу, толкнул инвалида Вайсмана так, что тот упал, и даже не извинился. После этого Вайсман решил мстить. Он ходил по министерствам, представлялся однополчанином Василия Сталина и просил денег, одежды, еды, жилья. Среди обманутых им наркомов были нарком речного флота СССР Зосима Шашков, нарком лесной промышленности СССР Михаил Салтыков и многие другие видные политические деятели того времени.
Две звезды Героя Советского Союза, которые носил Вайсман, были изготовлены фальшивомонетчиками.
Трудность в поимке Вайсмана состояла в том, что он, не имея личной собственности и определённого места жительства, колесил по всей стране, постоянно меняя свою дислокацию.
Вайсмана арестовали при попытке обмануть министра тяжёлой промышленности СССР Александра Ефремова, поскольку в дело вмешался лично И. В. Сталин, требуя скорейшей поимки преступника, в связи с чем в Министерства были разосланы соответствующие директивы с описанием примет Вайсмана. Был приговорён к 9 годам лишения свободы. После отбытия срока лично пришёл в МУР и заявил, что больше не собирается воровать. Обещание своё Вайсман сдержал. Следователи помогли Вайсману устроиться в Дом инвалидов в Оренбургской области, где он и закончил свою жизнь, попутно посадив руководство Дома за мошенничество.
Истории Вайсмана посвящён выпуск «Великий комбинатор» передачи «Следствие вели».